# Neopromachus laetus
Neopromachus laetus är en insektsart som beskrevs av Günther 1936. Neopromachus laetus ingår i släktet Neopromachus och familjen Phasmatidae. Inga underarter finns listade i Catalogue of Life.